# Современник (театр)
Моско́вский теа́тр «Совреме́нник» — государственный драматический театр, находится в центре Москвы, на Чистопрудном бульваре в доме 19А. Основан в 1956 году группой молодых актёров — выпускников Школы-студии МХАТ. Лидером и первым художественным руководителем театра с 1956 по 1970 год был Олег Николаевич Ефремов. С 1972 по 2019 год главным режиссёром и художественным руководителем «Современника» была народная артистка СССР Галина Борисовна Волчек. С 4 января 2020 года по 4 июля 2022 года художественным руководителем театра был заслуженный деятель искусств РФ, режиссёр Виктор Рыжаков. С 8 июля 2022 года по 6 ноября 2024 года ответственность за творческую составляющую жизни театра взял на себя художественный совет. В него вошли: Алёна Бабенко, Сергей Гирин, Светлана Иванова, Людмила Крылова, Полина Рашкина, Иван Стебунов, Александр Хованский. Председателем совета был избран Владислав Ветров.

## История

### Руководство Олега Ефремова

#### Становление театра
Основателями театра были молодые актёры — Олег Ефремов, Галина Волчек, Игорь Кваша, Лилия Толмачёва, Евгений Евстигнеев, Олег Табаков, Виктор Сергачёв, к которым присоединились другие выпускники и студенты Школы-студии Московского Художественного театра. Актёры собирались на добровольных началах, каждый участник занимал определённую должность. Так, по общему согласию, руководителем стал Ефремов, а Табаков взял ответственность за организационную часть. Изначально актёрская студия взяла название «Студия молодых актёров», которое отражало демократический дух группы.
Создание современного молодёжного театра стало своеобразным вызовом устаревшим и косным принципам МХАТ, чьи постановки по произведениям современных драматургов на тот момент мало привлекали публику. Период оттепели и развенчание культа личности Сталина в 1956 году предоставили творческую свободу Ефремову и его соратникам, которые стремились по-новому взглянуть на проблемы современности. Так, Ефремов ценил этическую составляющую показываемых спектаклей, он старался оживить героев, приблизить их к зрителям. Постановки «Современника» были исполнены в жанре реализма с упором на психологизм. Некоторые критики с пренебрежением прозвали подход Ефремова «шептальным реализмом». Студия также отказалась от большинства классических произведений ради постановок современных авторов, например, Виктора Розова и Константина Симонова.
Ефремов обращал особое внимание на совместную игру актёров, поддерживал их начинания и идеи. Все члены студии имели равные права, художественный руководитель скорее давал советы актёрам, чем управлял процессом постановки. Более того, Ефремов побуждал актёров пробовать себя в качестве режиссёров. В конце каждого сезона труппа собиралась вместе, чтобы с помощью голосования распределить жалование и решить, кто из актёров получит прибавку за отличную игру, а с кем придётся расстаться по идейным соображениям.
«Студия молодых актёров» открылась премьерой спектакля «Вечно живые» по пьесе драматурга Виктора Розова, на основе которой впоследствии был снят фильм М.Калатозова «Летят журавли». К тому моменту большинство актёров уже выпустились из школы-студии при МХАТ и работали в разных театрах, поэтому репетиции шли ночами, а сама премьера состоялась поздним вечером 15 апреля 1956 года на сцене школы-студии МХАТ. Спектакль вызвал ажиотаж у публики, большую часть которой составляли студенты различных вузов Москвы. История жизни простых людей во время войны так впечатлила первых зрителей, что они задержались в театре до утра, обсуждая спектакль вместе с актёрами.

#### Развитие «Современника»
«Современник» считает датой своего рождения 15 апреля 1956 года — день премьеры «Вечно живых». Но своё официальное имя театр получил лишь в апреле 1958-го, когда директор МХАТ Александр Солодовников предложил Ефремову поменять название студии, а затем поддержал и утвердил новое название — «Современник». Ещё через три года театр-студия «Современник» получил своё первое здание у метро «Маяковская», в доме 1 на Триумфальной площади, а с 1965 года из названия исчезло слово «студия».
«Современник» прославился вызывающим и неоднозначным репертуаром. Среди наиболее нашумевших и популярных спектаклей значились «Вечно живые», «В день свадьбы», «Традиционный сбор» по пьесе Розова, «Старшая сестра», «Без креста!» по повести Владимира Тендрякова, «Чудотворная», «Двое на качелях» американского драматурга Уильяма Гибсона, «Всегда в продаже» Василия Аксёнова, «Обыкновенная история» по роману Ивана Гончарова, «Баллада о невесёлом кабачке» в инсценировке Эдварда Олби, «На дне» по пьесе Максима Горького и другие.
Особый ажиотаж вызвал спектакль «Голый король», поставленный режиссёром Маргаритой Микаэлян по пьесе Евгения Шварца. По свидетельству игравшей роль принцессы актрисы Нины Дорошиной, выпуск много лет запрещённой пьесы проходил под прямым руководством Олега Ефремова, внесшего в постановку лирической сказки стремительный и жёсткий ритм, современную остроту и экспрессию. Постановка избежала цензуры, но в 1960 году после премьеры на гастролях в Ленинграде художественный совет театра был жёстко раскритикован в коллегии министерства культуры, МХАТ расторг с театром договор, после чего театр лишился сцены в филиале МХАТ.
Театр поднимал острые социальные темы, например, в 1967 году к 50-летию Октябрьской революции была поставлена трилогия, состоящая из спектаклей «Декабристы» по пьесе Леонида Зорина, «Народовольцы» по пьесе Александра Свободина и «Большевики» по пьесе Михаила Шатрова. Ефремов старался по-новому взглянуть на события революции, сделать её героев более человечными, показав их эмоции, переживания и страхи, которым не было место в официальной истории коммунизма.
В конце 1960-х влияние оттепели начало ослабевать, цензура запрещала всё больше спектаклей «Современника». В это время Ефремов принял приглашение возглавить МХАТ, с тем, чтобы и созданный им «Современник» влился в труппу МХАТ СССР. Его идея слить труппы двух театров и перенести репертуар «Современника» на сцену филиала МХАТ получила одобрение у старейшин МХАТа, но не была принята «Современником». Летом 1970 года после долгого периода раздумий, собраний и споров Ефремов покинул «Современник». Вслед за ним во МХАТ ушла часть ведущих актёров труппы. Кроме того, оказалось, что Ефремов забрал весь репертуарный портфель будущих постановок. Эти обстоятельства поставили под удар судьбу «Современника».
«Современнику» благоволили некоторые высокопоставленные советские чиновники, в частности министр культуры Екатерина Фурцева. В 1961 году благодаря её поддержке театр получил своё первое здание у станции метро «Маяковская». Фурцева также помогла театру отстоять постановку «Большевики», изначально запрещённую к показу цензурой. Впоследствии министр культуры сыграла значительную роль в судьбе театра, не допустив его закрытия в период отсутствия художественного руководителя.

### Руководство Галины Волчек
Олег Ефремов совмещал в «Современнике» две должности — директора и главного режиссёра. После его ухода во МХАТ, должности были разделены: обязанности главного режиссёра выполняла избранная труппой художественная коллегия, а директором стал Олег Табаков. В 1972-м, после многочисленных собраний, труппа и сотрудники театра выбрали актрису Галину Волчек новым главным режиссёром театра. На момент её вступления на новый пост театр находился на грани закрытия.
В 1973 году Волчек поставила драму «Восхождение на Фудзияму», открыв для сцены имя Чингиза Айтматова. Уже известный на тот момент писатель Айтматов создал для «Современника» свою первую пьесу в соавторстве с опытным драматургом Калтаем Мухамеджановым. Впервые в «Современнике» актёры играли по законам «бедного театра» — без грима и декораций, на окруженной публикой площадке в центре зрительного зала. Оформлением были только свет и музыка Микаэла Таривердиева. Этот эксперимент был тепло принят зрителями и получил развитие в ряде следующих постановок, где стиралась граница между залом и сценой и не было места театральному преувеличению, где пустое сценическое пространство оказывалось сильнее самых сложных декораций. В том же 1973 году успешно прошла премьера сатирической комедии-гротеска «Балалайкин и Ко» по роману Салтыкова-Щедрина «Современная идиллия», — постановку осуществил главный режиссёр БДТ Георгий Товстоногов. В театр пришли молодые режиссёры Валерий Фокин и Иосиф Райхельгауз, с именами которых связан целый период в жизни «Современника». Театр начал вновь сотрудничать с Константином Симоновым, на афише появились новые имена авторов: Михаил Рощин, Александр Вампилов, Алла Соколова, Василий Шукшин, Александр Гельман. В этот период в труппу театра пришли актёры: Валентин Гафт, Лия Ахеджакова, Марина Неёлова, Константин Райкин, Юрий Богатырёв, Елена Коренева, Станислав Садальский; в новых работах ещё ярче раскрылся сценический дар молодых актёров «ефремовского набора» — Анастасии Вертинской, Авангарда Леонтьева.
В 1976 году свои посты оставили два руководителя театра — Олег Табаков и Леонид Эрман. Табаков, на основе своей студии для старшеклассников, созданной им в 1974 году с участием молодых актёров и режиссёров «Современника», набрал актёрский курс в ГИТИСе и ушёл с поста директора театра, оставаясь актёром «Современника». А директор-распорядитель Леонид Эрман ушёл вслед за Олегом Ефремовым во МХАТ. Как Табаков и Волчек, Эрман стоял у истоков театра, придя в него в 1957 году вместе со своей женой актрисой Людмилой Ивановой, от него во многом зависела успешная деятельность театра.
В 1989 году под руководством Волчек был поставлен спектакль «Крутой маршрут». Другими известными спектаклями стали «Три товарища» по мотивам одноимённого произведения Эриха Марии Ремарка, «Голая пионерка» в постановке Кирилла Серебренникова, «Игра в джин», «Мурлин Мурло» и «Мы едем, едем, едем…» Николая Коляды и другие.
15 апреля 1996 года театр был награждён орденом Почёта за большой вклад в современное театральное искусство, заслуги в эстетическом воспитании молодежи и широкое общественное признание.
Под руководством Волчек театр провёл гастроли в США — впервые в 1978-м, а затем в 1990 году. В 1997 году после выступлений на Бродвее «Современник» стал первым зарубежным театром, получившим престижную театральную награду Drama Desk Award. С «Современником» работают такие известные театральные режиссёры и драматурги, как Римас Туминас, Николай Коляда, Кирилл Серебренников, Валерий Фокин, Гарик Сукачев, Евгений Арье, Марина Брусникина, Евгений Каменькович, Александр Галин.
В 2016 году Чулпан Хаматова стала заместителем художественного руководителя по вопросам финансов. По словам Волчек, опыт работы актрисы с различными благотворительными фондами подготовил её к работе на этой должности.

### Руководство Виктора Рыжакова
26 декабря 2019 года Галина Волчек умерла в московской клинике на 87-м году жизни. 30 декабря 2019 года Департамент культуры города Москвы сообщил, что художественным руководителем театра назначен режиссёр, заслуженный деятель искусств РФ Виктор Анатольевич Рыжаков. Представлен труппе 9 января 2020 года. 4 июля 2022 года Виктор Рыжаков покинул пост художественного руководителя.
В отсутствие художественного руководителя, с 8 июля 2022 года по 6 ноября 2024 года театром управлял художественный совет «Современника», сформированный директором Юрием Кравцом, чтобы взять «ответственность за творческую составляющую жизни театра». В худсовет вошли: Алёна Бабенко, Сергей Гирин, Светлана Иванова, Людмила Крылова, Полина Рашкина, Иван Стебунов, Александр Хованский. Председатель совета — Владислав Ветров. Таким образом, полвека спустя театр вернулся к схожей ситуации, когда в 1970 году после ухода Олега Ефремова во МХАТ, труппа выбрала из своих актёров художественную коллегию, которая два года, как могла, заменяла главного режиссёра до избрания на эту должность Галины Волчек.

### Руководство Владимира Машкова
7 июня 2024 года директором «Современника» назначен Владимир Машков, а в ноябре 2024 года назначен художественным руководителем. Директором  театра назначена Марина Евса. Владимир Машков совмещает эту должность с постом художественного руководителя Театра Табакова.

## Гастроли
За время существования театра труппа побывала с гастролями во многих городах России, а также за рубежом. Свои первые гастроли театр провёл в 1958 году, посетив Иркутск, и впервые выехал за границу в 1966 году, показав спектакли в Чехословакии. Спектакли «Современника» ставились в театрах Санкт-Петербурга, Нижнего Новгорода, Челябинска, Красноярска, Сочи, Волгограда, Читы, Новосибирска, Магнитогорска, Свердловска и других. Труппа была на гастролях в Германии, Венгрии, Румынии, Польше, Израиле, Армении, Грузии, Казахстане, Литве, Латвии, Эстонии, США, Финляндии, Швейцарии, Франции, Украине и других странах. «Современник» стал первым российским театром, который провел большие гастроли в Лондоне в 2017 году.

## Здания театра

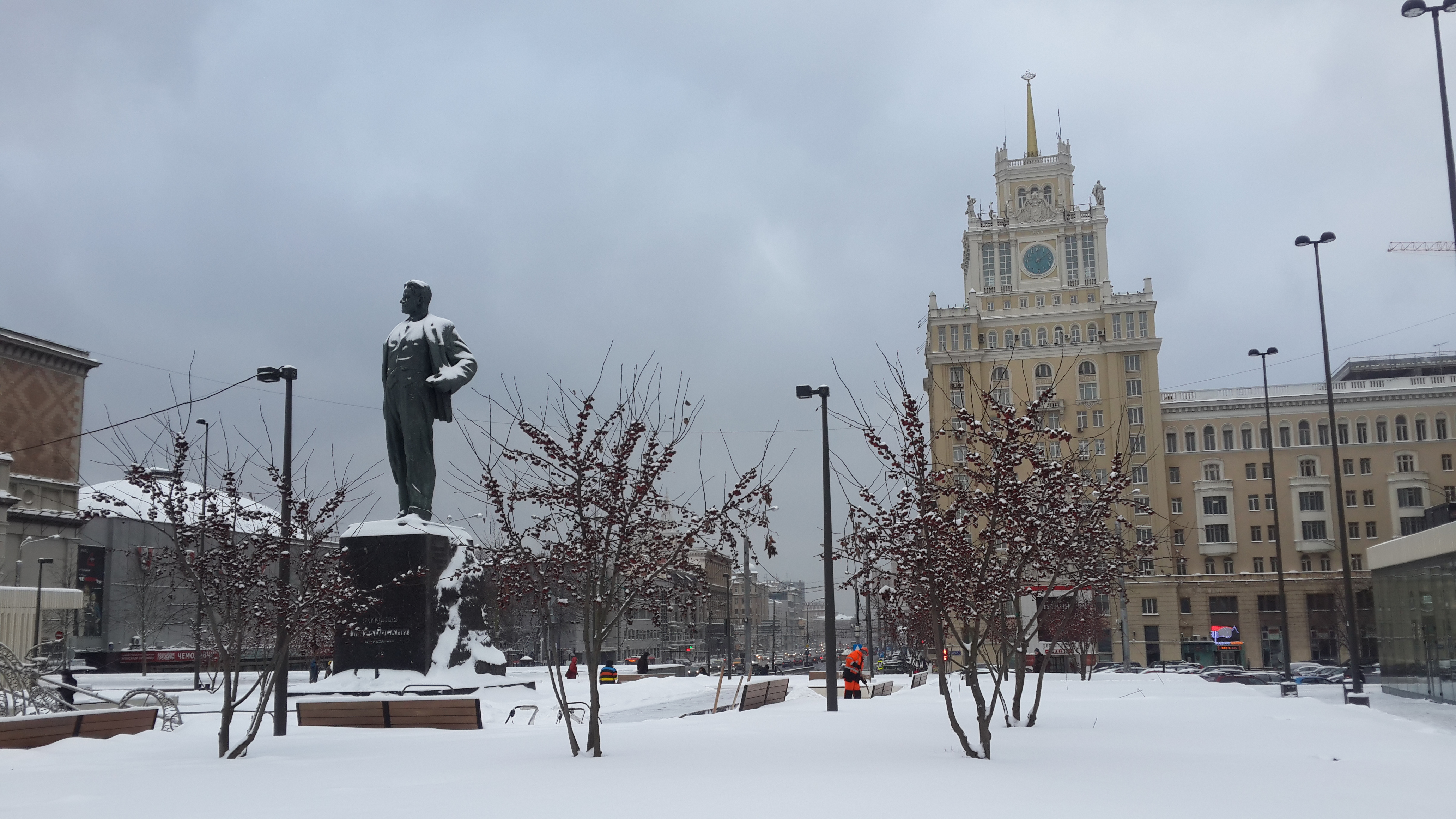
Памятник Маяковскому на Триумфальной площади

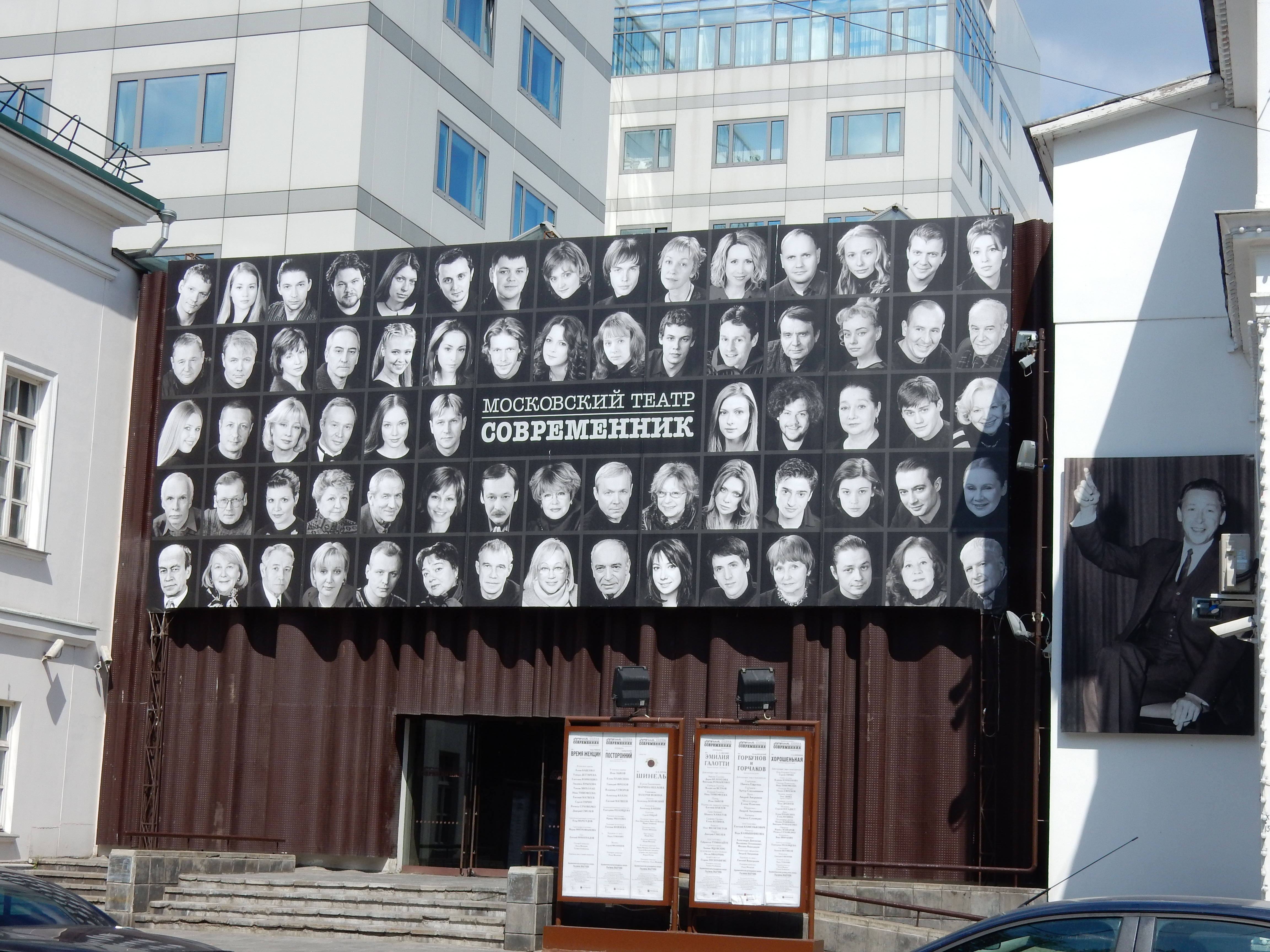
«Другая сцена» театра «Современник» на Чистопрудном бульваре

До 1961 года у «Современника» не было собственного помещения. МХАТ взял студию на договор, заключил с артистами трудовые соглашения и предоставил площадку. По понедельникам, когда во МХАТе был выходной, спектакли «Современника» шли на сцене филиала МХАТ на улице Москвина, в остальные дни — на сценах домов культуры и рабочих клубов. Позднее спектакли шли на сценах различных московских театров и в арендованном концертном зале гостиницы «Советская» на Ленинградском проспекте.
В 1961 году театр получил своё первое помещение на площади Маяковского, которое освободилось после переезда Московского театра Эстрады. Старое здание, где ранее находились театр-варьете «Альказар» и Театр сатиры, располагалось в четырёх десятках метров за памятником Владимиру Маяковскому, занимая угол площади перед входом в гостиницу «Пекин». Здание было тесным, давно не ремонтировалось и по плану реконструкции площади подлежало сносу. В 1974 году, после переезда театра, оно было снесено, с тех пор на его месте — автомобильная парковка.
В 1974 году «Современник» переехал в помещение дома № 19А на Чистопрудном бульваре. Здание было построено в 1914 году архитектором Романом Клейном для кинотеатра «Колизей». В 1924—1932 годах в нём также размещался Первый рабочий театр Пролеткульта, а в 1932—1936 гг. — Московский драматический театр ВЦСПС. В 1970 году кинотеатр закрыли и после масштабного обновления здание передали «Современнику». Тогда же здание связали воздушным переходом с соседним пятиэтажным домом, который стал административным корпусом театра, а его репетиционные залы, кроме своей основой задачи, — площадкой для экспериментальных постановок, поскольку в основном здании не было места для второй сцены.
В 2003 году к театру был пристроен восьмиэтажный комплекс, на первых двух этажах которого располагается «Другая сцена» театра. Автор дизайна фасада и интерьеров «Другой сцены» художник Александр Боровский.
В 2011 году Департамент культуры Москвы запланировал полную реконструкцию театра — позднее было решено ограничиться ремонтом. С осени 2016 года основная сцена на Чистых прудах была закрыта на капитальный ремонт, который завершился в декабре 2018 года. Работы проводились по дизайн-проекту Александра Боровского. В ходе реставрационных работ наружного исторического облика здания «Колизея» был частично восстановлен лепной декор и утраченные архитектурные элементы главного фасада, сделана его подсветка, отреставрирована кирпичная кладка и цоколь. Была заменена кровля и укреплены плиты фундамента. Прошла полная модернизация сцены: её оснастили новым оборудованием. Вновь, как и во времена первой реконструкции 1970-х, изменились вход в здание и его интерьеры. С улицы исчезли афишные тумбы в виде бетонных кубов, двери в театр теперь полностью прозрачны, в фойе и зрительном зале другое освещение и цвет стен. Иначе теперь выглядят и сами поверхности стен и потолков, оформленные рядами реечного профиля цвета чёрного шоколада. С учётом акустических требований были изготовлены более 700 новых театральных кресел с боковинами из массива бука. На время реконструкции спектакли основной сцены были переведены на площадку «Дворца на Яузе» на площади Журавлёва. «Другая сцена» не закрывалась. С 20 декабря 2018 года театр снова принимает зрителей в историческом здании на Чистопрудном бульваре.
Вопреки сообщениям прессы, надпись «Кинотеатръ „Колизей“» и датировки на фасаде не были восстановлены после реставрации, также как и скульптурный рельеф на фризе полуротонды. В 2018 году там впервые появился текст. Буквы, напоминающие шрифт пишущей машинки, образуют над ионической колоннадой слово «Современник».

## Труппа[48]

### Народные артисты России
- Владислав Ветров
- Марина Неёлова

### Заслуженные артисты Российской Федерации
- Владимир Суворов
- Виктор Тульчинский
- Алёна Бабенко
- Сергей Гирин
- Людмила Крылова
- Елена Миллиоти
- Максим Разуваев
- Владислав Федченко
- Марина Хазова
- Александр Хованский
- Сергей Юшкевич[49]

### Остальные артисты
- Анна Банщикова
- Дарья Белоусова
- Александр Берда
- Георгий Богадист
- Илья Древнов
- Артём Дубра
- Никита Ефремов
- Светлана Иванова
- Николай Клямчук
- Елена Козина
- Татьяна Корецкая
- Клавдия Коршунова
- Ульяна Лаптева
- Марина Лебедева
- Илья Лыков
- Кирилл Мажаров
- Таисия Михолап
- Рашид Незаметдинов
- Глеб Осипов
- Евгений Павлов
- Елена Плаксина
- Полина Рашкина
- Виктория Романенко
- Янина Романова
- Мария Селянская
- Мария Ситко
- Дмитрий Смолев
- Иван Стебунов
- Владимир Суворов
- Инна Тимофеева
- Георгий Токаев
- Виктор Тульчинский
- Наталья Ушакова
- Олег Феоктистов
- Марина Феоктистова
- Варвара Феофанова
- Дарья Фролова
- Игорь Царегородцев
- Семён Шомин

## Награды и премии
- 1966 год — Виктору Розову, Галине Волчек, Михаилу Козакову и Олегу Табакову присуждена Государственная премия СССР.
- 1969 год — Олег Ефремов удостоился Государственной премии СССР за актёрскую и режиссёрскую деятельность в театре «Современник».
- 1996 год — Театр «Современник» награждён орденом Почёта[50].
- 1997 год — Театру «Современник» присуждена американская премия в области драматического искусства Drama Desk Award[41]
- 2011 год — Театру «Современник» присуждена премия «Человек года» в номинации «Театр» за постановку спектакля «Враги. История любви» по роману И.-Б.Зингера[51]

## Текущий репертуар

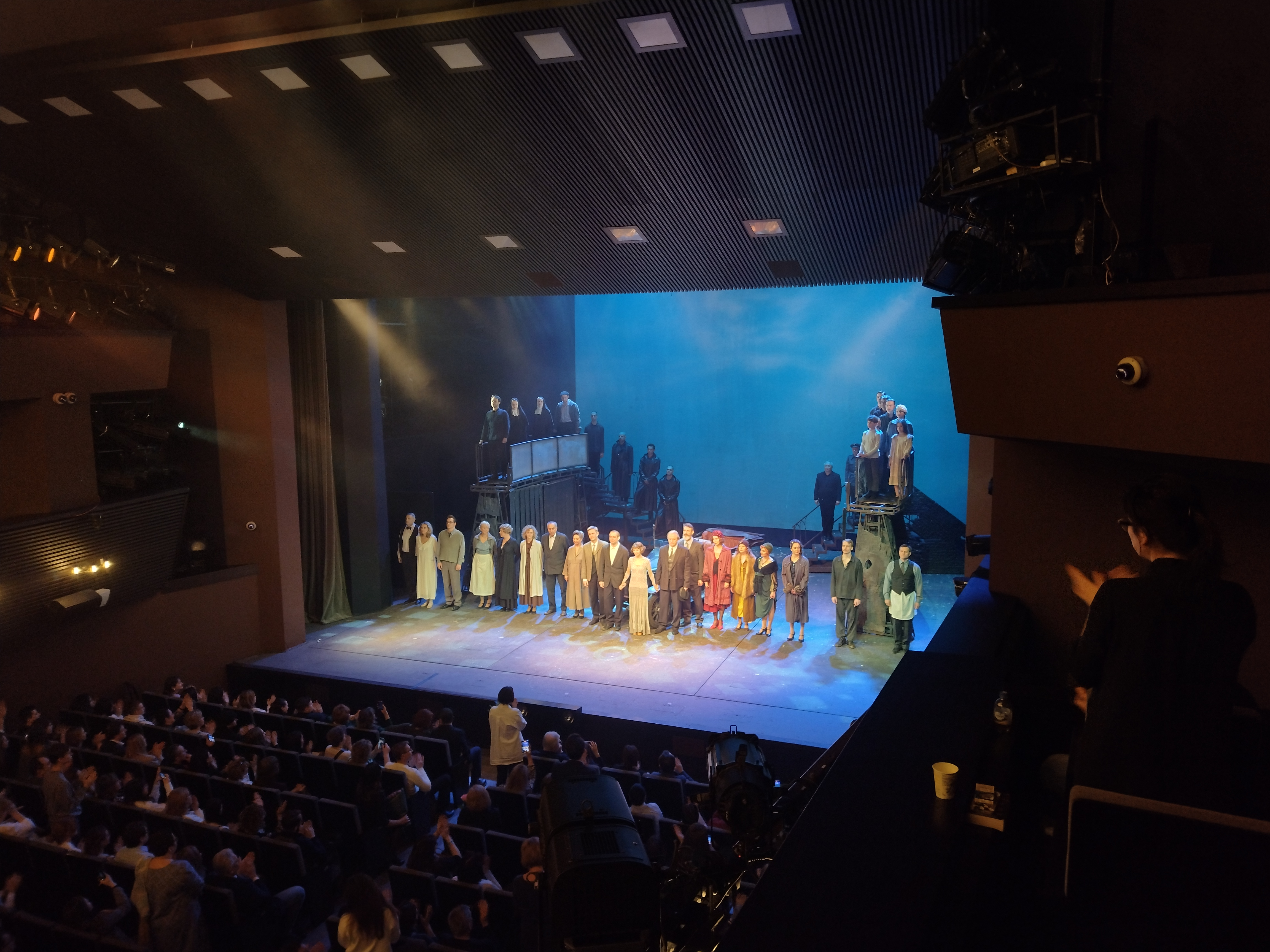
«Три товарища», 27 марта 2023 года, выход труппы на поклоны

- «Амстердам» по пьесе Александра Галина, режиссёр Сергей Газаров, 2017 год.
- «Анархия» по пьесе Майка Пэкера[англ.], режиссёр Гарик Сукачёв, 2012 год.
- «Вишнёвый сад» по пьесе Антона Чехова, режиссёр Галина Волчек, 1997 год.
- «Враги. История любви» по роману Исаака Башевиса-Зингера, режиссёр Евгений Арье, 2011 год.
- «Горе от ума» по пьесе Александра Грибоедова, режиссёр Римас Туминас, 2007 год.
- «Дама» по пьесе Тадеуша Ружевича, режиссёр Анджей Бубень, 2016 год.
- «Двое на качелях» по пьесе Уильяма Гибсона, режиссёр Галина Волчек, 2015 год.
- «Житие FM» по пьесе Ярославы Пулинович, режиссёр Галина Зальцман, 2022 год.
- «Игра в джин» по пьесе Дональда Ли Кобурна, режиссёр Галина Волчек, 2013 год.
- «Играем… Шиллера!» по мотивам трагедии Фридриха Шиллера «Мария Стюарт», режиссёр Римас Туминас, 2000 год[52].
- «Крутой маршрут» по мотивам романа Евгении Гинзбург, режиссёр Галина Волчек, 1989 год.
- «Не покидай свою планету» по мотивам повести Антуана де Сент-Экзюпери «Маленький принц», режиссёр Виктор Крамер, 2016 год.
- «Не становись чужим» по пьесе Гарольда Пинтера, режиссёр Сергей Газаров, 2018 год.
- «Осенняя Соната» по мотивам киносценария Ингмара Бергмана, режиссёр Екатерина Половцева, 2012 год.
- «Пигмалион» по пьесе Бернарда Шоу, режиссёр Галина Волчек, 1994 год.
- «Поздняя любовь» по пьесе Александра Островского, режиссёр Егор Перегудов, 2016 год.
- «Пять вечеров» по пьесе Александра Володина, режиссёр Александр Огарёв, 2006 год.
- «Рассказ о семи» по повести Леонида Андреева, режиссёр Иван Комаров, 2021 год.
- «С наступающим…» Режиссёр и драматург Родион Овчинников, 2016 год.
- «Скажите, люди, куда идёт этот поезд…» по пьесе Анны Батуриной, режиссёр Марина Брусникина, 2016 год.
- «Скрытая перспектива» по пьесе Дональда Маргулиса[англ.], режиссёр Евгений Арье, 2014 год.
- «Дюма» по пьесе Ивана Охлобыстина, режиссёр Михаил Ефремов, 2019 год.
- «Нэнси», либретто Ивана Вырыпаева, режиссёр Иван Вырыпаев, 2019 год.
- «Свидетельские показания» по пьесе Дмитрия Данилова, режиссёр Андрей Маник, 2019 год.
- «Уроки сердца» по пьесам Ирины Васьковской, режиссёр Марина Брусникина, 2017 год.
- «Что вы делали вчера вечером?» по пьесе Дмитрия Данилова, режиссёр Андрей Маник, 2020 год.
- «Три сестры» по пьесе Чехова, режиссёр Галина Волчек, 2008 год.
- «Три товарища» по мотивам романа Эриха Марии Ремарка, режиссёр Галина Волчек, 1999 год.
- «Шагает солнце по бульварам», режиссёр Полина Рашкина, 2018 год[31].
- «Живой», режиссер-постановщик — Виктор Рыжаков, 2021 год.
- «Птица Феликс» опера Александра Маноцкова по пьесе Михаила Чевеги, режиссёр Олег Глушков, 2021 год.
- «203-205» по пьесе Нила Саймона «Калифорнийская сюита», режиссёр Александр Жигалкин, 2021 год.